# Thagu byin
Thagu byin (tiếng Miến Điện: သာဂူပြင်; phát âm [θàɡùbjɪ̀ɴ]; còn đánh vần thành thagu pyin) là một món ăn nhẹ hay mont truyền thống của người Myanmar. Món này thực chất là một loại bánh pudding ngọt được làm từ bột sago, nước cốt dừa và sữa đặc. Trong những năm gần đây, thagu byin đã trở lại phổ biến như một món quà tặng được đóng gói.